# Xarxa Vives d'Universitats
La Xarxa Vives d’Universitats (XVU), més coneguda com la Xarxa Vives, és una institució sense ànim de lucre que representa i coordina l’acció conjunta de 22 universitats en educació superior, cultura i llengua. Segons la seva definició estratègica, la missió de la institució és promoure la cohesió de la comunitat universitària i reforçar la projecció i l’impacte de la universitat en la societat.
Es tracta d’una institució interuniversitària que agrupa les universitats públiques i privades de l'Euroregió Pirineus-Mediterrània: Catalunya, el País Valencià, les Illes Balears, Andorra, Catalunya Nord (França) i Sardenya (Itàlia). Es tracta doncs, de l’única institució oficial que agrupa administracions del domini lingüístic catalanoparlant. El 2010, amb la incorporació de la Universitat de Sàsser, a Sardenya, la que té més influència sobre la ciutat de l'Alguer, la xarxa arribà a incloure representants de quatre estats europeus. L'última incorporació, el 2017, ha estat la de la Universitat CEU Cardenal Herrera.
La institució està organitzada per un Consell General, format pels 22 rectors i rectores de les universitats membres; la Comissió Permanent, formada per representants de les universitats; i per més de 60 comissions i grups de treball de diferents àmbits d’actuació , que inclouen temàtiques com la llengua catalana, cultura, mobilitat, estudiants, publicacions o recerca. La presidència de la institució recau, de forma semestral, en un rector o rectora membre del Consell General. La seu oficial de l’entitat es troba a la Universitat Jaume I de Castelló de la Plana.
Creada inicialment sota el nom d'Institut Joan Lluís Vives, en honor de l'humanista valencià, la Xarxa Vives va constituir-se el 28 d'octubre de 1994 al municipi de Morella (els Ports). L'associació representa un col·lectiu superior al mig milió de persones. En conjunt, agrupa una comunitat universitària de 530.000 estudiants, 40.000 professorat docent i investigador (PDI) i 20.000 personal tècnic d’administració i servies (PTGAS).
Cada any, en el marc de l’acte de cloenda del curs acadèmic universitari, el Consell General de rectores i rectors de la Xarxa Vives lliuren la Medalla d’Honor de la institució, en reconeixement de la trajectòria professional i el compromís amb la ciència i la cultura que, des de diferents àmbits i disciplines, han desenvolupat les persones homenatjades.

## Objectius estratègics
Entre els objectius estratègics de la institució està consolidar el lideratge de les universitats de la Xarxa Vives en l'espai europeu d’educació superior (EEES), així com incidir en l’agenda social i política de les realitats administratives diverses de què formen part les universitats membres. Un altre dels objectius fundacionals és desenvolupar una política lingüística i cultural integrada i cohesionada. I també ampliar i reforçar les aliances amb administracions públiques, institucions acadèmiques, organitzacions i entitats.
La Xarxa Vives desenvolupa múltiples accions amb el suport de la Generalitat de Catalunya, la Generalitat Valenciana i el Govern d’Andorra. Així mateix, col·labora estretament amb institucions com l'Acadèmia Valenciana de la Llengua, l'Institut d’Estudis Catalans, l'Institut Ramon Llull, l'Institut Ramon Muntaner, la Fundació Catalana per la Recerca i amb entitats cíviques com Òmnium Cultural i Escola Valenciana.

## Universitats membres
| - Universitat Abat Oliba CEU - Universitat d'Alacant - Universitat d'Andorra - Universitat Autònoma de Barcelona - Universitat de Barcelona | - Universitat CEU Cardenal Herrera - Universitat de Girona - Universitat de les Illes Balears - Universitat Internacional de Catalunya - Universitat Jaume I | - Universitat de Lleida - Universitat Miguel Hernández - Universitat Oberta de Catalunya - Universitat de Perpinyà Via Domícia - Universitat Politècnica de Catalunya | - Universitat Politècnica de València - Universitat Pompeu Fabra - Universitat Ramon Llull - Universitat Rovira i Virgili | - Universitat de Sàsser - Universitat de València - Universitat de Vic - Universitat Central de Catalunya |